# Veronika Bachfischer
Veronika Bachfischer (* 1985 in Augsburg) ist eine deutsche Schauspielerin.

## Leben
Bachfischer studierte von 2006 bis 2008 Philosophie an der Universität Wien und von 2008 bis 2012 Schauspiel an der Folkwang Universität der Künste in Essen. Bereits während des Studiums hatte sie Engagements u. a. in Parzival von Lukas Bärfuss am Schauspielhaus Bochum und in Gisela! oder: Die merk- und denkwürdigen Wege des Glücks von Hans Werner Henze (Regie: Pierre Audi) auf der Ruhrtriennale. Direkt nach dem Schauspielstudium ging Bachfischer an das Staatstheater Karlsruhe. Die Produktion „Stolpersteine Staatstheater“ von Hans-Werner Kroesinger, an deren Entwicklung Bachfischer beteiligt war, wurde zum Berliner Theatertreffen 2016 eingeladen.
Seit der Spielzeit 2016/2017 ist Veronika Bachfischer Ensemblemitglied der Schaubühne am Lehniner Platz und arbeitet mit Regisseuren wie Thomas Ostermeier, Milo Rau und Angélica Liddell.
Neben ihrer Arbeit am Theater ist Bachfischer häufig als Sprecherin für Hörspiele und Features beim Funk tätig. Mehrere Hörspiele, an denen sie beteiligt war, wurden von der Akademie der Darstellenden Künste zum Hörspiel des Monats gewählt.
Zudem dreht Veronika Bachfischer für das Fernsehen, zuletzt den Tatort „Borowski – und die Angst der weißen Männer“ und für die Serie In aller Freundschaft – Die jungen Ärzte, in der sie die Kinderherzchirurgin Dr. Lang verkörperte.
Veronika Bachfischer lebt in Berlin.

## Theater (Auswahl)
- 2024: Enjoy Schatz, Regie: Sarah Kohm, an der Schaubühne am Lehniner Platz, Berlin
- 2022: Erinnerung eines Mädchens von Annie Ernaux, Regie: Sarah Kohm, an der Schaubühne am Lehniner Platz
- 2019 Die Anderen, Text und Regie: Ann-Cécile Vandalem, an der Schaubühne am Lehniner Platz
- 2019: Jugend ohne Gott von Ödön von Horvath (Regie: Thomas Ostermeier), Koproduktion der Schaubühne am Lehniner Platz und den Salzburger Festspielen
- 2019: März von Heinar Kipphardt an der Schaubühne am Lehniner Platz
- 2019: Danke Deutschland von Sanja Mitrović, Uraufführung an der Schaubühne am Lehniner Platz
- 2018: Italienische Nacht von Ödön von Horváth (Regie: Thomas Ostermeier) an der Schaubühne am Lehniner Platz
- 2017: Lenin von Milo Rau an der Schaubühne am Lehniner Platz
- 2017: Toter Hund in der chemischen Reinigung: die Starken von Angélica Liddell an der Schaubühne am Lehniner Platz
- 2016: Professor Bernhardi von Arthur Schnitzler (Regie: Thomas Ostermeier) an der Schaubühne am Lehniner Platz
- 2015: Stolpersteine Staatstheater von Hans-Werner Kroesinger am  Staatstheater Karlsruhe
- 2015: Love Hurts von Avishai Milstein am  Staatstheater Karlsruhe
- 2014: Schatten (Eurydike sagt) von Elfriede Jelinek (Regie: Jan Philipp Gloger) am  Staatstheater Karlsruhe
- 2013: Männerphantasien von Klaus Theweleit (Regie: Patrick Wengenroth) am  Staatstheater Karlsruhe[6]
- 2013: Die Leiden des jungen Werther von Johann Wolfgang von Goethe am  Staatstheater Karlsruhe
- 2011: Parzival von Lukas Bärfuss am Schauspielhaus Bochum
- 2010: Richard III. von William Shakespeare am Grillo-Theater in Essen

## Hörspiele (Auswahl)
- 2020: Hummer und Durst von Leon Engler (Regie: Andrea Getto) auf Deutschlandfunk Kultur
- 2020: Sprache, mein Stern. Hölderin hören. von Ruth Johanna Benrath
- 2019: Teure Schwalben von Irmgard Maenner
- 2019: Freundinnen von Frauke Engel in Kakadu (Deutschlandfunk Kultur)
- 2018: Ruhepuls, Rom von Frieda Paris (Regie: Anouschka Trocker) auf Deutschlandfunk Kultur
- 2018: Meine Erinnerungen reißen mich in Stücke von Cristin König auf Deutschlandfunk Kultur
- 2017: Läuft bei Dir, Frau Holle, Kinderhörspiel von Anna Böhm in Kakadu (Deutschlandfunk Kultur)

## Filmografie (Auswahl)
- 2023: Der Usedom-Krimi: Friedhof der Welpen (Fernsehreihe)
- 2022, 2024: In aller Freundschaft – Die jungen Ärzte: Kleines Herz, Durchkreuzt
- 2020: Tatort: Borowski und die Angst der weißen Männer
- 2020: Alive Inside
- 2013: Bella Block: Angeklagt
- 2009: Mein Leben im Off von Oliver Haffner
- 2025: Spuren (Miniserie)

## Auszeichnungen
- 2016: Goldener Fächer der Kunst- und Theatergemeinde Karlsruhe[7]